# 卡萨维耶哈
卡萨维耶哈，是西班牙卡斯蒂利亚-莱昂阿维拉省的一个市镇。 总面积39km2, 总人口1548人（2001年），人口密度40人/km2。